# Арменд Далку
Арменд Далку (алб. Armend Dallku, * 16 червня 1983, Приштина, Косово, СФРЮ) — албанський футболіст, колишній гравець національної збірної Албанії, головний тренер футбольного клубу «Дукаджині».

## Клубна кар'єра
Вихованець молодіжної команди клубу «Косова» з Вучитрна. Виступи на професійному рівні розпочав 2002 року у клубі «Приштина», що змагається у невизнаному міжнародними організаціям чемпіонаті Косова. Протягом сезону 2004—2005 виступав у чемпіонаті Албанії за клуб «Ельбасані».
До полтавської «Ворскли» перейшов влітку 2005 року. У чемпіонатах України дебютував 7 серпня у грі проти одеського «Чорноморця», поразка 1:2. Усього, станом на кінець 2009 року, провів у чемпіонатах України 124 гри, 2 рази відзначився забитими голами.
У червні 2016 року повернувся до «Приштини».

## Виступи за збірну
З 2005 року викликається до національної збірної Албанії. Гравець основного складу збірної, станом на кінець 2009 року має в активі 31 гру та 1 забитий гол у формі головної команди Албанії.

## Досягнення
Гравець
- Чемпіон Косова (1): 2003–2004
- Володар Кубка України (1): 2008–2009
- Володар Суперкубка Косова (1): 2016
- Володар Кубка Косова (1): 2017–2018

Тренер
- Володар Кубка Косова (1): 2019–2020